# Konkubine Jia
Konkubine Jia (chinesisch 賈貴人 / 贾贵人, Pinyin Jiǎ Guìrén; Geburtsname unbekannt) war eine kaiserliche Konkubine des Han-Kaisers Ming.
Sie wurde 57 die Mutter des Prinzen Liu Da, des späteren Kaiser Zhang, als Ming noch Kronprinz war. Prinz Da wurde auf Kaiser Mings Anordnung hin von Kaiserin Ma adoptiert, der Tante der Konkubine Jia. Der spätere Kaiser Zhang kannte die Identität seiner leiblichen Mutter zwar, behandelte sie jedoch nicht als Mutter. Erst nach dem Tode der Kaiserinmutter Ma im Jahre 79 erlaubte er ihr, das Zeichen einer kaiserlichen Prinzessin zu benutzen, aber nicht das einer Kaiserinmutter, und auch ihre Brüder (seine Onkel) wurden nicht geehrt.
| Personendaten    | Personendaten                              |
| ---------------- | ------------------------------------------ |
| NAME             | Konkubine Jia                              |
| KURZBESCHREIBUNG | chinesische Konkubine des Han-Kaisers Ming |
| GEBURTSDATUM     | vor 57                                     |
| STERBEDATUM      | nach 79                                    |